# Allerheiligenlinie

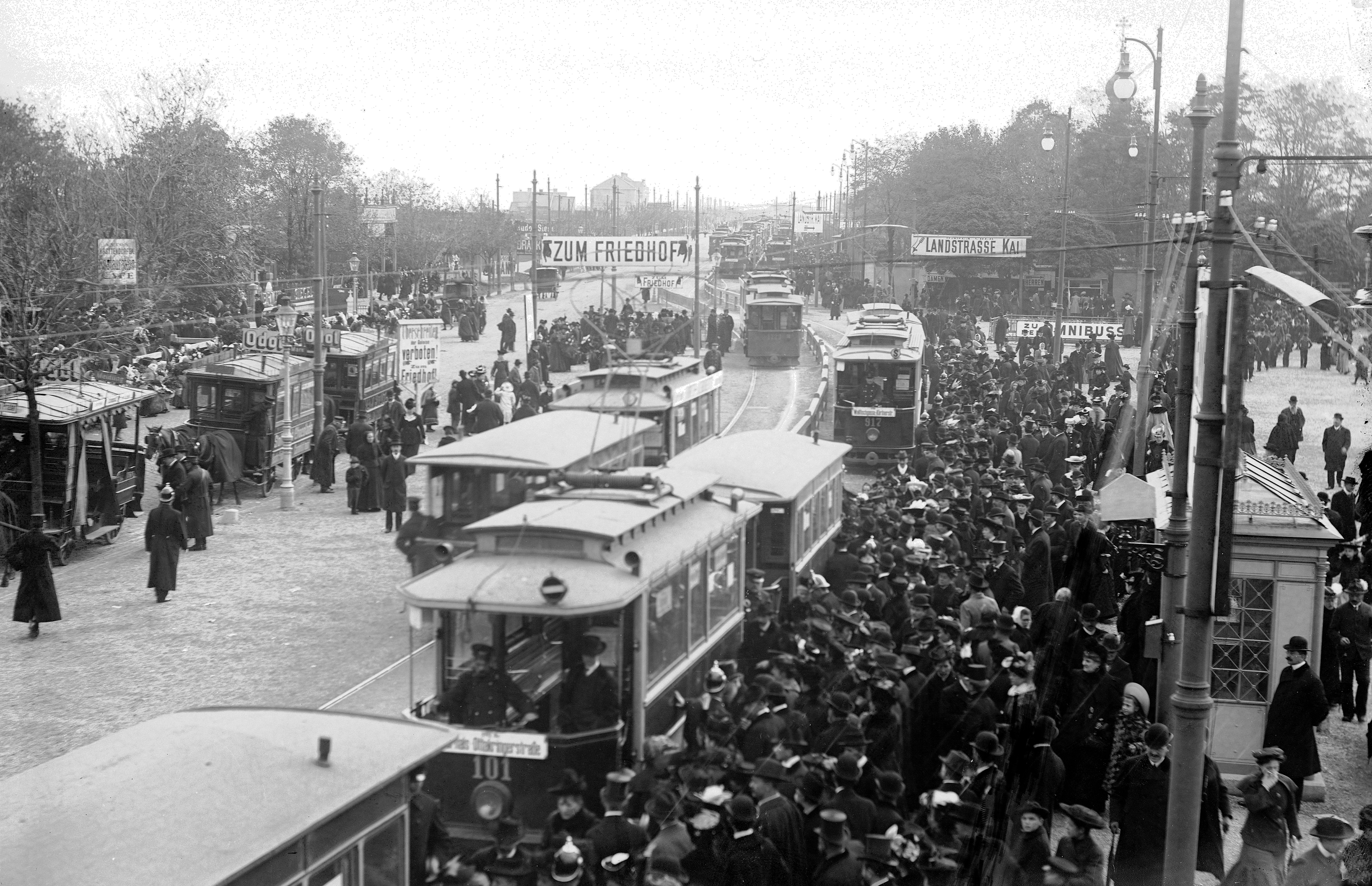
Hochbetrieb am Wiener Zentralfriedhof, Allerheiligen 1905

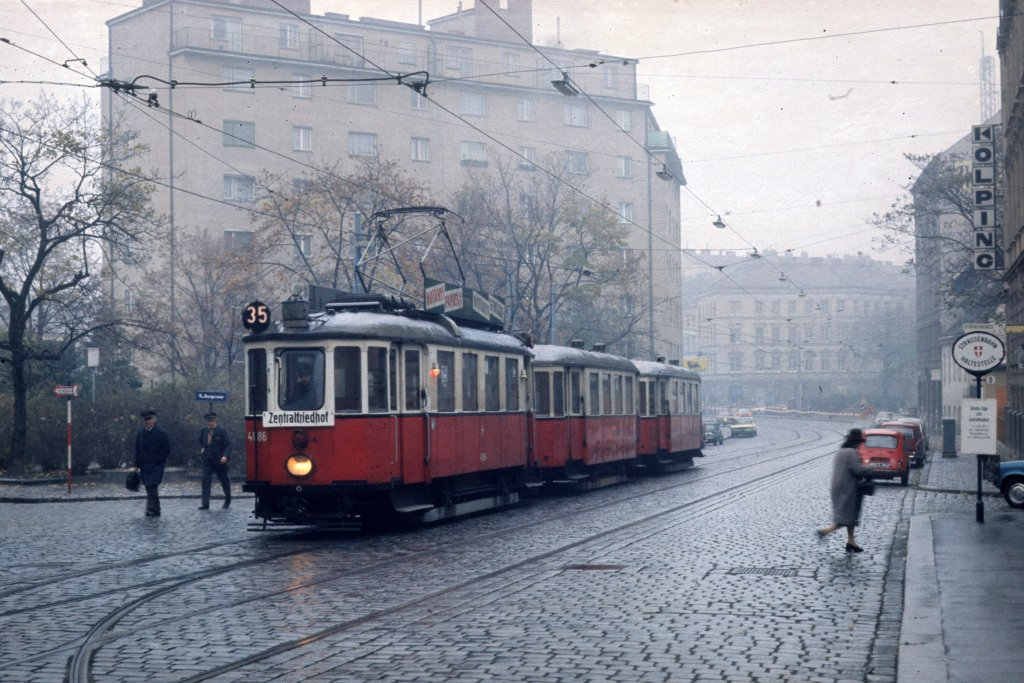
Die Wiener Allerheiligenlinie 35 am 1. November 1975

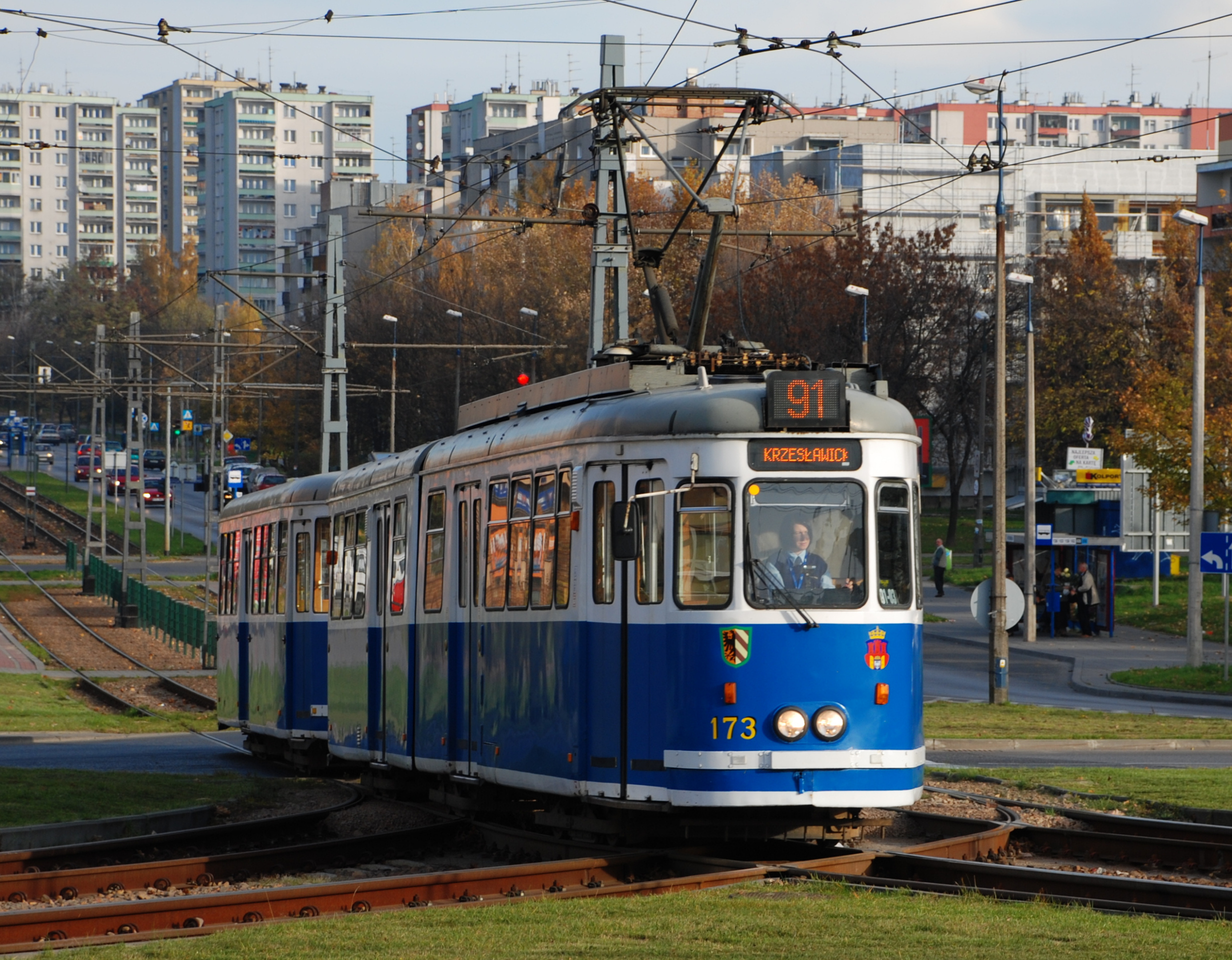
Die Krakauer Allerheiligenlinie 91 am 1. November 2008

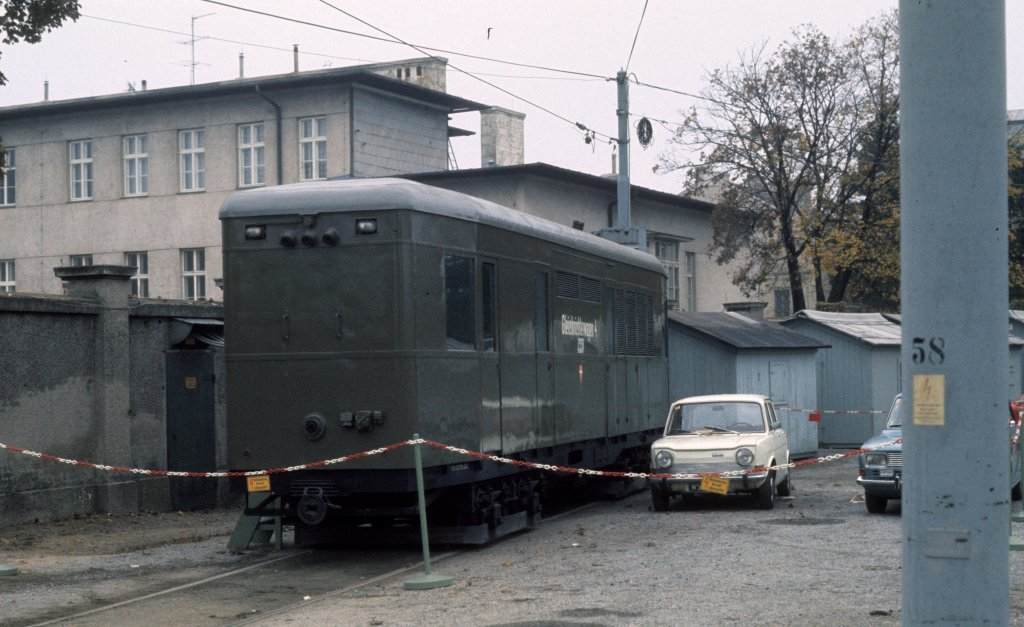
Umformerwagen auf dem Stockgleis am 2. Tor des Wiener Zentralfriedhofs, 1. November 1975

Als Allerheiligenlinie, Friedhofslinie oder auch Allerheiligenverkehr, werden im öffentlichen Personennahverkehr Verstärkerlinien bezeichnet, die nur einmal jährlich, am 1. November, anlässlich des römisch-katholischen Feiertags Allerheiligen, angeboten werden. An diesem Tag werden traditionell besonders viele Trauernde zu den, oft peripher am Stadtrand gelegenen, Friedhöfen größerer Städte befördert. Die Verstärkerlinien entlasten zum einen die regulären Linien und bieten zum anderen zusätzliche Direktverbindungen ohne Umsteigen an. Mitunter dienen sie dazu, bestimmte Friedhöfe überhaupt an das öffentliche Verkehrsnetz anzubinden. Alternativ zu Allerheiligenlinien werden vorhandene Linien durch liniengebundene E-Wagen verstärkt oder es werden einzelne E-Wagen auf regulär nicht angebotenen Relationen eingesetzt.

## Einzelne Verkehrsbetriebe
- Bei der Wiener Straßenbahn stellte der 1. November traditionell eine wichtige Einnahmequelle dar, an dem sie in früheren Jahren ihre höchste Verkehrsleistung erbrachte. Durch eine große Anzahl von Sonderzügen wurde allen Bewohnern der Stadt ermöglicht, mit der Straßenbahn von ihrem Wohnort zum Zentralfriedhof zu gelangen, um ihrer Toten gedenken zu können. Um eine problemlose Stromversorgung auf der Strecke dorthin sicherzustellen, musste für diesen Verkehr zeitweise eigens ein spezieller fahrbarer Umformerwagen am Zentralfriedhof in Betrieb genommen werden. Erst durch den steigenden Kraftfahrzeugverkehr in den 1960er und 1970er Jahren nahm die Bedeutung des Friedhofsverkehrs am 1. November ab.[1] Vergleichsweise lange hielt sich dabei die Straßenbahnlinie 35, die von 1907 bis 2000 wechselnde Punkte in der Stadt mit dem Zentralfriedhof verband.[2] Noch in Betrieb sind hingegen die Wiener Autobuslinien 38B zum Heiligenstädter Friedhof und 39B zum Sieveringer Friedhof, die zusätzlich auch an Heiligabend verkehren.[3][4] Letztere hatte als Besonderheit noch bis 2011 ein gestrichenes Liniensignal, wobei die Stammlinie 39A ganzjährig, die Zusatzlinie 39A jedoch nur an den genannten beiden Tagen im Jahr fuhr.[5] Genau umgekehrt verhält es sich hingegen bei der Autobuslinie ZF auf dem Zentralfriedhofsgelände, sie kann wegen des großen Publikumsandrangs ausgerechnet an Allerheiligen nicht verkehren.

- Bei der Straßenbahn Graz verkehrten im Laufe der Jahre diverse Allerheiligenlinien:[6]
  - von 1958 bis 1962 die Linien 11 (Hauptbahnhof–Mariatrost) und 13 (Eggenberg–Krenngasse), die jeweils die regulären Linien 1 und 3 ersetzten
  - von 1951 bis 1989 und noch einmal 1993 die Linie 15 vom Hauptbahnhof zum Zentralfriedhof
  - 1954 die Linie 16 vom Hauptbahnhof zum Friedhof St. Peter
  - von 1947 bis 1961 die sogenannte Kleine Ringlinie 24
  - von 1999 bis 2000 die Linie 25 vom Jakominiplatz zum Zentralfriedhof
  - von 1947 bis 1956 die Linie 36 von der Wiener Straße/Viktor-Franz-Straße zur Münzgrabenstraße/Steyrergasse
  - von 1951 bis 1956 die Linie 45 von Andritz zum Zentralfriedhof

- Beim Oberleitungsbus Salzburg setzte die Salzburg AG am 1. November früher verschiedene Sonderlinien ein. Mit Stand 2012 verkehrten etwa die beiden Sonderlinien 5/1 vom Messezentrum über den Hauptbahnhof und das Zentrum zum Kommunalfriedhof und zur Birkensiedlung sowie 5/4 von der Christian-Doppler-Klinik über Aiglhof, Maxglan und das Zentrum zum Kommunalfriedhof.[7] Inzwischen (2023) gibt es stattdessen Taktverdichtungen auf einzelnen bestehenden Linien und die Linie 9 wird wie sonst nur an Schultagen zum Kommunalfriedhof verlängert.

- Die Innsbrucker Mittelgebirgsbahn (Linie 6) bediente die Haltestelle Tummelplatz, wo an Allerheiligen auf der Landesgedächtnisstätte Tummelplatz eine regelmäßige Gedenkveranstaltung stattfindet, bis 1985 nur am 1. November.

- Bei der schon 1956 eingestellten Straßenbahn Meran existierte eigens für den Sonderverkehr zu Allerheiligen eine kurze Stichstrecke zum Städtischen Friedhof an der Sankt-Josef-Straße, die an allen übrigen Tagen des Jahres überhaupt nicht bedient wurde.

- Die Straßenbahn Krakau setzte allein am 1. November 2016 neun Allerheiligenlinien mit den Nummern 81 bis 89 ein.[8] Diese werden als Besonderheit, sofern es sich nicht um eine moderne Matrixanzeige handelt, mit einer weißen Liniennummer auf blauem Hintergrund gekennzeichnet. Im Gegensatz dazu ist die reguläre Darstellung eine schwarze Liniennummer auf weißem Hintergrund.

- Die Straßenbahn Łódź richtet zu Allerheiligen eigens die Sonderlinien D1 und D2 ein, in früheren Jahren existierte zusätzlich eine Linie D3.

- Bei der Straßenbahn München verkehrten am 1. November 1922 versuchsweise gleich drei Friedhofslinien, dies waren die Linie N zum Nordfriedhof, die Linie W zum Westfriedhof und die Linie O zum Ostfriedhof. In früheren oder späteren Jahren wurde dieser Dienst hingegen nicht angeboten.[9]

- Bei der Straßenbahn Duisburg verkehrte in den 1970er und 1980er Jahren am 1. November eine Zusatzlinie vom Hauptbahnhof über Wanheimerort und Buchholz nach Huckingen, die vor allem der Bedienung des Waldfriedhofs diente. In den frühen 1980er Jahren war dies die gestrichene Linie 909, Mitte der 1980er Jahre schließlich die Linie E79.

- In Wels betreibt das für den Stadtbusverkehr zuständige Unternehmen Sabtours an Allerheiligen zusätzlich die sogenannte „Friedhofszubringerlinie“ 21 zum Stadtfriedhof. Diese pendelt zwischen den Haltestellen Kaiser-Josef-Platz und Friedhofwirt, darüber hinaus verkehren auch die Linien 1 bis 4 an jenem Tag nach einem Sonderfahrplan.[10]

- Die Stadtwerk Regensburg GmbH betreibt an Allerheiligen die Friedhofslinie „F“ vom Hauptbahnhof über den Evangelischen Zentralfriedhof und die Bischof-Konrad-Straße, wo sich der Obere katholische Friedhof befindet, zurück zum Hauptbahnhof. Eine zweite Linie „F“ pendelt vom Hauptbahnhof über den Unteren katholischen Friedhof zur Hermann-Geib-Straße und zurück.